# 白鳥セブン
白鳥セブン（しろとりセブン）は、1989年から1991年に活動していた日本の6人組男性アイドルグループ。名古屋市開催の世界デザイン博覧会にちなんで結成された期間限定ユニットだったが、博覧会閉幕以降は「セブン」名義で活動していた。DIAMOND HALLでコンサートもした。リーダーは山本義樹（現在は、しろとりセブンの名前を残した芸能事務所「セブンファクトリー」代表取締役社長）。

## 特徴
元祖名古屋ご当地アイドルの先駆け的グループ。インラインスケートで歌って踊っていた。
颯爽としたパフォーマンスやアクロバットがコンセプトであり、光り輝くような元気全開のフレッシュさ・新鮮さを前面に打ち出していた。
世界デザイン博覧会の期間は、6人と白鳥会場メインキャラクターのバードくん含めて7人で活動。グループ名の由来もここから来ている。リーダーはグループ最年長の山本義樹が務めた。
番号制を用いていた。1番の鉄崎と2番の山田以外は「白鳥」から続く芸名を付けているのが特徴（※理由は下記の「その他」にて）。

## 世界デザイン博覧会
世界デザイン博覧会を盛り上げるため期間限定ユニットとして結成された。
- 会場：白鳥会場「しろとりステージ」[2]
- 期間：1989年7月21日〜11月26日[2]
- 出演：しろとりセブン〜ゆかいな仲間たち〜[2]

鉄崎幹人、山田ポチ、安藤彰修、西村広成、千田明洋、山本義樹、BIRD BOY（世界デザイン博覧会の白鳥会場メインキャラクター）

## メンバー
| 号  | ユニット内の芸名 | 名前      | ふりがな          | 生年月日              | 出身地              | 備考 | 現所属事務所       |
| --- | ---------------- | --------- | ----------------- | --------------------- | ------------------- | --- | ------------------ |
| 1号 | 鉄崎 幹人        | 鉄崎 幹人 | てつざき みきひと | 1964年5月13日（61歳） | 日本 愛知県名古屋市 | 現在は中京圏を拠点に活動するローカルタレント、ラジオパーソナリティとして活躍中                                                                        | フリーランス       |
| 2号 | 山田 ぽち        | 山田 ポチ | やまだ ぽち       |                       | 日本                | |                    |
| 3号 | 白鳥 輝          | 安藤 彰修 | あんどう あきのぶ |                       | 日本                | |                    |
| 4号 | 白鳥 博也        | 西村 広成 | にしむら ひろなり |                       | 日本                | |                    |
| 5号 | 白鳥 湘太郎      | 千田 明洋 | せんだ あきひろ   |                       | 日本                | |                    |
| 6号 | 白鳥 一樹        | 山本 義樹 | やまもと よしき   | 1962年12月5日（62歳） | 日本 愛知県名古屋市 | リーダー。現在はモデル、タレント、MCとして活躍中。芸名はYOSHIKI。現在は、しろとりセブンの名前を残した芸能事務所「セブンファクトリー」代表取締役社長。 | セブンファクトリー |

## スタッフ
- 総合プロデューサー：竹内 健人

## ディスコグラフィ

### オリジナル・アルバム
- 『心はNOBODY』（歌唱：しろとりセブン）　ACD-0454

世界デザイン博覧会でのデビュー曲「愛の戦士」から「君へのプロミスリング」「ドン・ドン・ドン」（'90バージョン）を含む全8曲
（収録曲）
1. 愛の戦士
2. Do your best
3. 心はNOBODY
4. It's a hard rain
5. 君へのプロミスリング
6. ドン・ドン・ドン（'90バージョン）
7. フリー ウェイ メモリーズ
8. 夢をすてないで

## 出演

### テレビ
- 松崎しげるの翔んでもHappen（東海テレビ）

### イベント
- 91愛知厚生年金会館ライブ（1991年5月29日、愛知厚生年金会館）[2]
- DIAMOND HALL[2]

## その他
- メンバーが集まるキッカケは公募ではなく、元々ブリブリプロダクション（元ブリプロ）名古屋の芸能事務所に所属してたお笑い2人組（鉄崎と山田）と、ダンスが上手い2人（安藤と西村）と、ローラースケートの2人（千田とYOSHIKI）の6人が招集。期間限定で世界デザイン博覧会の白鳥会場「しろとりステージ」を盛り上げるためにマスコット的な立ち位置として始まった。しかし博覧会閉幕後も、あまりに人気が出たので代理店や竹内 健人（センチメンタル・シティ・ロマンスのプロデューサー）が継続して行おうとなった[2]。
- 鉄崎幹人と山田ポチは、お笑い芸能として「ねぎま」というコンビで活動していたため、ユニット内の芸名をつけてしまうと不都合があった。2人でラジオ番組をしていたのも理由の1つ[2]。
- 結成当初はアイドルという認識はなかったが、ファンクラブの女の子が1500人を突破したぐらいから、「名古屋発アイドル」と周囲から言われるようになった[2]。
- 世界デザイン博覧会の閉幕後もグループとして継続された。世界デザイン博の協会の方々が「これだけ人気が出たから最後はラストコンサートをやろう」となった[2]。
- 結成当時、リーダーの山本義樹は、当時「一樹」という名前で鉄崎幹人より2つ年下と詐称していた。1990年の元旦に正しい年齢を公表したが、ファンはみんな知っていた[7]。
- 山本義樹は起業後、グループ名の「セブン」を取って“セブンファクトリー”を立ち上げる。セブンの意志を引き継いで新しいスターを名古屋から造り出す工場のように、という意味が込められた。ラジオで「今でも私の部屋には当時のしろとりセブンのロゴマークが飾ってあります。衣装に付けてあったエンブレムですが」「最初、men'sアイドル作る時にセブンって名前にしようか迷いました。次のグループ作るならセブンにします（笑）」「しろとりセブンの楽曲制作をしてもらってた方に今でもたまに楽曲作ってもらってますよ」と語る[7]。